# Порванные штаны
«Порванные штаны» (англ. Ripped Pants) — 2-я серия американского мультсериала «Губка Боб Квадратные Штаны». Данный эпизод был создан в 1998 году и показан 17 июля 1999 года на телеканале «Nickelodeon» в США, а в России — 5 марта 2000 года.

## Сюжет
В начале серии представляется Лагуна Гу — очень популярный пляж в Бикини-Боттоме, на котором отдыхают Губка Боб и Сэнди. Губка Боб наслаждается днём на пляже, после чего начинает покрывать себя песком, изображая Сэнди, Сквидварда и развозчика пиццы, что заставляет Сэнди смеяться. Затем к ним подходит Лобстер Ларри и спрашивает, не хотят ли они позаниматься тяжёлой атлетикой. Сэнди сразу же соглашается, Боб — с неохотой. Когда они подходят к месту для занятий тяжёлой атлетикой, Сэнди и Ларри делают несколько впечатляющих подъёмов штанги. Пытаясь тоже впечатлить толпу, Губка Боб поднимает палку, но толпа молчит. Губка Боб, ненадолго отлучившись, берёт две зефирки и накалывает их на концы палки. Однако поднятие этой палки с зефиром ему не удаётся, из-за чего у него рвутся штаны и все, видя его нижнее бельё, начинают истерически смеяться. Губка Боб с грустью покидает площадку, и одна рыба, смеясь над ним, называет его комиком, побуждая Боба продолжать шутить о рваных штанах.
Губка Боб снова рвёт штаны во время волейбола, а после во время игры в фрисби — оба раза удаются, и публика очень громко смеётся. Однако шутки Губки Боба о рваных штанах вскоре начинают лишь раздражать людей в Лагуне Гу. Когда Сэнди и Губка Боб идут за мороженым, Губка опять шутит про порванные штаны, что хоть и заставляет Сэнди смеяться, но продавца мороженого — нет. Затем Губка Боб подходит к бару и начинает опять рвать свои штаны, раздражая повара и посетителей. Позже во время соревнования по сёрфингу Губка Боб снова рвёт штаны (никому уже не смешно), а затем волна сбивает его с доски для сёрфинга и выбрасывает на берег. Спасатель быстро подбегает к Бобу и начинает его оплакивать, а Губка Боб, притворяясь раненым из-за удара волны, говорит спасателю, что ему нужен портной, так как его штаны вновь порвались. Все начинают возмущаться уже несмешной шуткой, после чего к Бобу подходит Сэнди и так же возмущается, говоря, что её уже тошнит от этого.
Позже Губка Боб, сидя в палатке для переодевания, пытается придумать ещё несколько шуток о рваных штанах, дабы вернуть внимание публики. У него появляется идея, и он полностью срывает с себя штаны, но вокруг никого. Видя Сэнди, играющую с Ларри в волейбол, Губка осознаёт свой проигрыш и, лёжа на песке, говорит, что он — самый большой неудачник на пляже. Однако его слова отрицают трое других отдыхающих: Милли, которая забыла намазаться кремом от солнца, Декстер, который уронил свои булки в песок, и Фрэнк, которого закопали в песок и забыли откопать. Они спрашивают, что случилось с Губкой Бобом, и тот отвечает им песней о том, как он потерял своих друзей из-за того, что порвал штаны — все на пляже слышат его песню, понимая, что он извиняется. После песни Сэнди подходит к Бобу и говорит, что, если хочет быть её другом, пусть просто остаётся самим собой. Ларри хвалит песню и просит у Боба автограф на своих плавках. Губка нагибается, чтобы расписаться, и его трусы рвутся окончательно, что заставляет его покраснеть.

## Роли
- Том Кенни — Губка Боб
  - Питер Штраус — певческий голос Губки Боба
- Кэролин Лоуренс — Сэнди
- Мистер Лоуренс — Лобстер Ларри, Лу, Гарольд, диктор
- Ди Брэдли Бейкер — спасатель, Фрэнк, штаны Губки Боба
- Карлос Алазраки — Скутер, Декстер
- Сирена Ирвин — Милли

### Роли дублировали
- Сергей Балабанов — Губка Боб
- Нина Тобилевич — Сэнди, Милли
- Виктор Незнанов — Лобстер Ларри
- Юрий Маляров — Лу, спасатель, Фрэнк, Гарольд
- Вячеслав Баранов — Скутер, диктор, повар, штаны Губки Боба, Декстер

## Производство
Серия «Порванные штаны» была написана Полом Тиббитом и Питером Бёрнсом; Эдгар Ларразабал взял роль анимационного режиссёра, Марк О’Хэйр был главным раскадровщиком серии. Впервые данная серия была показана 17 июля 1999 года в США на телеканале «Nickelodeon». Во время премьерного показа серия собрала 1,9 млн зрителей.
Дерек Драймон, креативный режиссёр и главный продюсер «Губки Боба» (1—3-й сезоны), считает данную серию одной из первых совместно созданных серий мультсериала. Изначально главным сценаристом мультсериала должен был быть Тим Хилл, который помогал Драймону и Стивену Хилленбергу в разработке «Губки Боба», но из-за его «недоступности» съёмочная группа нашла Питера Бёрнса — актёра из Чикаго. Бёрнс сдал тест, в ходе чего он разработал идею для серии, где Губка Боб рвёт свои штаны, которая понравилась команде.
Серия «Порванные штаны» была выпущена на DVD-дисках «Nautical Nonsense and Sponge Buddies» 12 марта 2002 года, «Home Sweet Pineapple» 4 января 2005 года и «Absorbing Favorites» 20 сентября 2005 года. Она также вошла в состав DVD «SpongeBob SquarePants: The Complete 1st Season», выпущенного 28 октября 2003 года, и «SpongeBob SquarePants: The First 100 Episodes», выпущенного 22 сентября 2009 года и состоящего из всех эпизодов с первого по пятый сезоны мультсериала.

## Отзывы критиков
«Порванные штаны» получили в целом положительные отзывы от поклонников мультсериала и критиков. Майк Джексон из «DVD Verdict» с позитивом высказался о данной серии, сказав: «Поначалу серия довольно забавная, но шутка про порванные штаны быстро стареет; к счастью, это спасает песня в стиле группы „Beach Boys“ в конце». Фрэнсис Риццо из «DVD Talk» назвал данную серию «отличным началом мультсериала».
Том Кенни, актёр озвучивания Губки Боба, назвал данную серию одной из своих самых любимых. Он сказал: «Я думаю, что это то, что часто случалось со мной в детстве. Когда ты случайно натыкался на что-то действительно смешное и просто делал это снова и снова и когда люди переставали смеяться, это было похоже на пощёчину; а потом ты должен был пойти на что-то ещё более глупое, чтобы привлечь внимание одноклассников и заставить их снова смеяться».
Актёр Нэйтан Кресс назвал серию «Порванные штаны» своей самой любимой в «Губке Бобе».